# صادق باداق
صادق باداق (بالتركية: Sadık Badak)‏, (ولد:10 فبراير 1955, في بوردور, تركيا) بيروقراطي وسياسي تركي. ونائب سابق في البرلمان التركي لأكثر من دورة ممثلا عن حزب العدالة والتنمية.